# Jelle Bataille
Jelle Bataille (20 mei 1999) is een Belgisch voetballer die als rechtsachter speelt. Bataille kan echter ook uit de voeten op de positie van rechtsbuiten. Hij stroomde in 2017 door vanuit de jeugd van KV Oostende. Bataille is ook een voormalig Belgisch jeugdinternational. Sinds 2021 komt hij uit voor Royal Antwerp FC.

## Clubcarrière

### KV Oostende
Bataille begon te voetballen bij de jeugd van KV Oostende waar hij in 2011 werd weggeplukt door Club Brugge. Na twee seizoenen in de jeugdploegen van Club gespeeld te hebben keerde hij terug naar Oostende. In het seizoen 2017/2018 stroomde Bataille door naar de eerste ploeg. Zijn debuut in Eerste klasse A kwam er op 2 april 2018 in de wedstrijd op Antwerp FC. In minuut '68 kwam hij Aristote Nkaka vervangen. De wedstrijd eindigde op 3–3. Zijn eerste doelpunt maakte hij op 9 mei 2018 in de thuiswedstrijd tegen KSC Lokeren. Bataille scoorde het enige Oostendse doelpunt na een assist van Robbie D'haese. Oostende verloor de wedstrijd met 1–3.

### Antwerp FC
Na vier seizoenen en 92 gespeelde wedstrijden bij KV Oostende, tekende Bataille op 18 juni 2021 een contract bij Royal Antwerp FC tot 2024.

## Nationale ploeg
Bataille doorliep verschillende Belgische jeugdteams. Hij maakte deel uit van de Belgische U18 en U19. In 2019 maakte Bataille zijn debuut voor de Belgische U21.

## Clubstatistieken
| Seizoen     | Club             | Land            | Competitie         | Competitie | Competitie | Beker | Beker | Internationaal | Internationaal | Supercup | Supercup | Totaal | Totaal |
| Seizoen     | Club             | Land            | Competitie         | Wed.       | Dlp.       | Wed.  | Dlp.  | Wed.           | Dlp.           | Wed.     | Dlp.     | Wed.   | Dlp.   |
| ----------- | ---------------- | --------------- | ------------------ | ---------- | ---------- | ----- | ----- | -------------- | -------------- | -------- | -------- | ------ | ------ |
| 2017/18     | KV Oostende      | Vlag van België | Jupiler Pro League | 7          | 1          | 0     | 0     | —              | —              | —        | —        | 7      | 1      |
| 2018/19     | KV Oostende      | Vlag van België | Jupiler Pro League | 18         | 0          | 3     | 0     | —              | —              | —        | —        | 21     | 0      |
| 2019/20     | KV Oostende      | Vlag van België | Jupiler Pro League | 24         | 2          | 1     | 0     | —              | —              | —        | —        | 25     | 2      |
| 2020/21     | KV Oostende      | Vlag van België | Jupiler Pro League | 37         | 1          | 2     | 0     | —              | —              | —        | —        | 39     | 1      |
| 2021/22     | Royal Antwerp FC | Vlag van België | Jupiler Pro League | 30         | 0          | 0     | 0     | 4              | 0              | —        | —        | 34     | 0      |
| 2022/23     | Royal Antwerp FC | Vlag van België | Jupiler Pro League | 37         | 0          | 6     | 1     | 1              | 0              | —        | —        | 44     | 1      |
| 2023/24     | Royal Antwerp FC | Vlag van België | Jupiler Pro League | 33         | 1          | 4     | 0     | 7              | 0              | 1        | 0        | 45     | 1      |
| Club totaal | Club totaal      | Club totaal     | Club totaal        | 186        | 5          | 16    | 1     | 12             | 0              | 1        | 0        | 215    | 6      |

## Erelijst
| Eerste klasse A    | 1x | 2022/23 |
| Beker van België   | 1x | 2022/23 |
| Belgische Supercup | 1x | 2023    |

## Familie
Zijn vader Kurt Bataille is momenteel actief als trainer van de beloften bij KV Oostende. Zijn oudere neef Michiel Jonckheere komt sinds het seizoen 2020/21 uit voor KV Kortrijk, Jonckheere kwam van 2011 tot 2020 ook uit voor KV Oostende.
2 Corbanie ·
3 B. Engels ·
4 Riedewald ·
5 Deman ·
6 Odoi ·
7 Kerk ·
8 Praet ·
9 Chery ·
10 Balikwisha ·
14 Valencia ·
18 Janssen ·
20 Doumbia ·
22 Adekami ·
23 Alderweireld  ·
25 Bataille ·
26 Bozhinov ·
30 Scott ·
33 Van den Bosch ·
46 Smits ·
54 Renders ·
75 Verstraeten ·
81 Devalckeneer ·
91 Lammens ·
Coach: Andries Ulderink